# OpenJDK
OpenJDK – wolnodostępna i otwarta implementacja języka programowania Java. Powstała w wyniku pracy Sun Microsystems, rozwijana od 2006 roku na licencji GNU GPL (z wyjątkiem bibliotek Javy). Od 2011 roku OpenJDK stało się podstawową implementacją Javy.